# Гонсалвиш, Гильерме
Гильерме Мария Гонсалвиш (индон. Guilherme Maria Gonçalves; 1920, Атсабе, Эрмера, Португальский Тимор — 1999, Португалия) — восточнотиморский политик, видный деятель партии АПОДЕТИ, второй индонезийский губернатор Восточного Тимора. Сторонник и проводник индонезийского оккупационного режима. После отстранения от должности выступал за независимость Восточного Тимора.

## Происхождение
По рождению принадлежал к племенной аристократии кемаков. Отец Гильерме Гонсалвиша был традиционным правителем района кофейных плантаций Атсабе в округе Эрмера. Конфессионально принадлежал к католической общине. В 1947 Гильерме Гонсалвиш посетил Ватикан.
Семейство Гоналвиш обладало значительным политическим влиянием и было враждебно настроено к португальскому колониальному правлению. Тесные клановые связи в Западном Тиморе способствовали ориентации на воссоединение Восточного Тимора с Индонезией.

## Соучредитель АПОДЕТИ
После Революции гвоздик 25 апреля 1974 года новые власти Португалии начали процесс предоставления независимости португальским колониям. Деколонизация коснулась и Восточного Тимора. Наибольшей поддержкой населения пользовалось леворадикальное марксистское движение ФРЕТИЛИН, выступавшее за ускоренное обретение независимости. Гильерме Гоналвиш — убеждённый правый консерватор и антикоммунист — был решительным противником такой перспективы.
27 мая 1974 Гильерме Гонсалвиш стал одним из учредителей Тиморской народной демократической ассоциации — АПОДЕТИ. Главным требованием АПОДЕТИ было присоединение Восточного Тимора к Индонезии. Гильерме Гонсалвиш организовал для этой цели вооружённую милицию кемаков.

## Функционер оккупации
28 ноября 1975 ФРЕТИЛИН провозгласил независимость Народно-Демократической Республики Восточный Тимор. Через день представители АПОДЕТИ, УДТ, монархической конфедерации племенных вождей и местной Партии труда выступили с Декларацией Балибо о воссоединении Восточного Тимора с Индонезией. От партии АПОДЕТИ декларацию подписал Гильерме Гонсалвиш.
7 декабря 1975 началось вторжение индонезийских войск. Сформированная Гонсалвишем милиция оказала им активное содействие. 17 декабря была сформирована марионеточная администрация — «Временное правительство Восточного Тимора» во главе с председателем АПОДЕТИ Арналду душ Рейшем Араужо.
31 мая 1976 Гильерме Гонсалвиш вместе с Араужо обратился к президенту Индонезии Сухарто с петицией о включении Восточного Тимора в состав Индонезии. 17 июля 1976 Восточный Тимор был объявлен 27-й провинцией Индонезии. Губернатором был назначен Араужо, его заместителем — представитель УДТ Франсишку Шавьер Лопеш да Круш.
В 1978 Гильерме Гонсалвиш сменил Араужо на посту губернатора Восточного Тимора. В целом проводил оккупационную политику, но временами выражал недовольство жёсткими ограничениями прерогатив местной администрации со стороны индонезийских военных властей. В 1983 Гонсалвиш был заменён на губернаторском посту представителем УДТ Мариу Каррашсаланом.

## Смена позиции
После отстранения от должности Гильерме Гонсалвиш сменил политическую позицию и стал выступать за независимость Восточного Тимора. Проживал в Португалии, категорически не признававшей индонезийской аннексии Восточного Тимора. Гонсалвиш публично признал, что «Декларация Балибо» была подписана не в восточнотиморской деревне Балибо, как официально утверждалась, а на базе индонезийской армии на острове Бали.
В 1995 Гильерме Госалвиш направил письмо премьер-министру Португалии Анибалу Кавакe Силве с описанием жестокостей оккупационных властей и призывом помочь Восточному Тимору в обретении независимости.
Скончался Гильерме Гонсалвиш в Португалии в 1999 году.

## Семья
Гильерме Гонсалвиш был женат, имел трёх сыновей. Жозе, Лусио и Томас Гонсалвиш также являлись руководящими активистами АПОДЕТИ.